# Amityville Dollhouse
Amityville Dollhouse é o oitavo e último filme da série The Amityville Horror, foi lançado diretamente em vídeo em 1996. A Lionsgate Home Entertainment lançou o filme em DVD em 2004. Recebeu comentários pobres e não foi um sucesso em home vídeo.

## Sinopse
Homem encontra casa de brinquedo vitoriana, réplica perfeita da casa maldita de Amityville, e sem saber da maldição que cerca a casa verdadeira, dá de presente para a filha. É quando a família começa a mergulhar num pesadelo do mais puro terror.

## Elenco
- Robin Thomas - Bill Martin
- Starr Andreeff - Claire Martin (as Star Adreeff)
- Allen Cutler - Todd Martin
- Rachel Duncan - Jessica Martin
- Jarrett Lennon - Jimmy Martin
- Clayton Murray - Pai do Jimmy
- Franc Ross - Tobias
- Lenore Kasdorf - Tia Marla
- Lisa Robin Kelly - Dana